# Carotenoidi

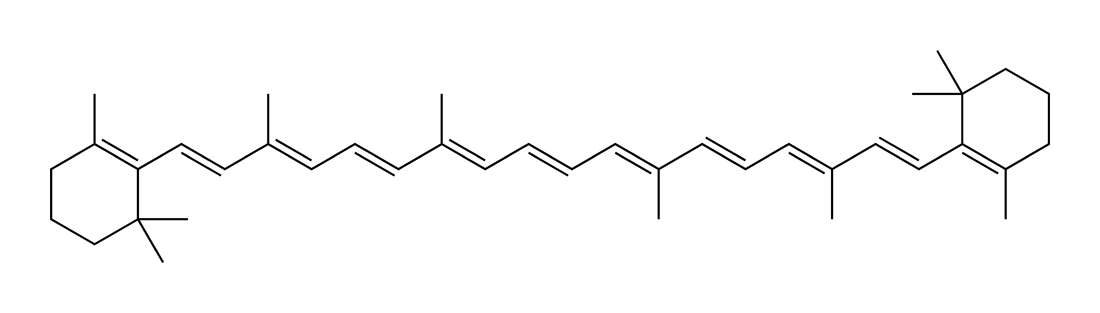
Struttura molecolare del β-carotene, un carotenoide

I carotenoidi sono una classe di pigmenti organici che possono essere rinvenuti nelle piante o in altri organismi fotosintetici, come le alghe ed alcune specie di batteri. I carotenoidi contengono almeno un anello di β-ionone non sostituito sono considerati precursori della vitamina A, potendo essere convertiti in retinolo dagli animali che si cibano di vegetali.

## Caratteristiche
Esistono oltre 621 tipi di carotenoidi conosciuti; vengono normalmente suddivisi in due classi: i caroteni (che sono idrocarburi, quindi privi di ossigeno) e le xantofille (che invece lo contengono). Sono pigmenti accessori che nella fotosintesi consentono di assorbire lunghezze d'onda diverse rispetto alla clorofilla e che proteggono quest'ultima dalla fotoossidazione.
La degradazione ossidativa dei carotenoidi produce una particolare specie di alcheni chiamati apocarotenoidi, polieni contenenti gruppi OH, CHO e COOH; la vitamina A (retinolo), per esempio, è un apocarotene con 20 atomi di carbonio che si originano per ossidazione del beta-carotene.

### Proprietà chimiche
I carotenoidi sono molecole costituite da una catena di atomi di carbonio (formata da 32-40 atomi e definita catena polienica), spesso terminante in un anello. La struttura della catena permette di dividere i carotenoidi in due classi:
- le xantofille, costituite da catene contenenti atomi di ossigeno; appartengono a questa classe importanti pigmenti come astaxantina, la luteina e la zeaxantina.
- i caroteni, costituiti invece da molecole prive di ossigeno e formate solo da idrogeno, oltre che da carbonio. Appartengono a questa classe il licopene ed il carotene, che è forse il più conosciuto di questi pigmenti e che dà il nome alla classe. È contenuto nelle carote ed è responsabile del tipico colore arancione di questa radice.

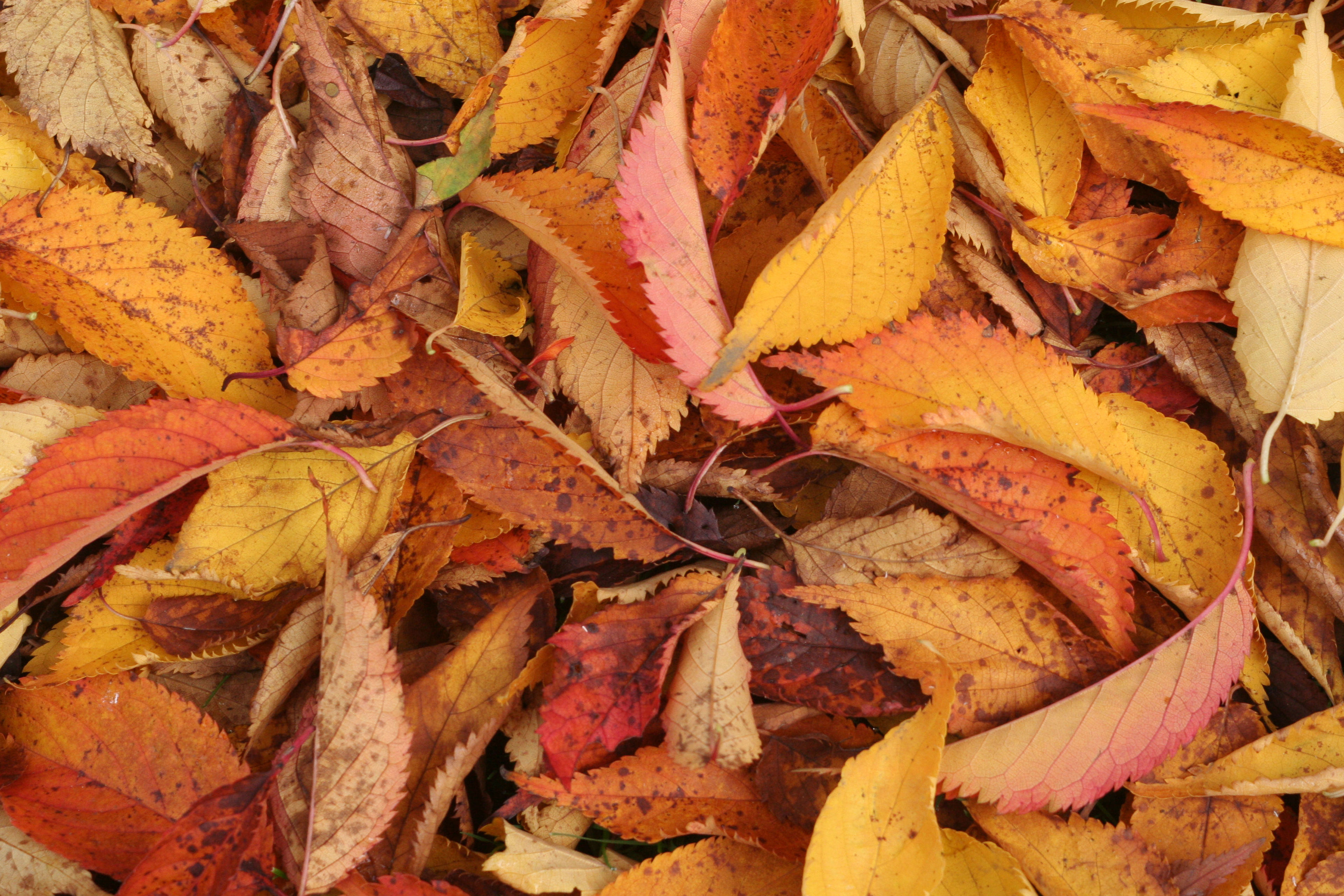
La tipica colorazione rosso-arancio delle foglie autunnali è dovuta alla presenza, all'interno delle piante stesse, dei pigmenti carotenoidi.

Il tipico colore dei carotenoidi, che spazia dal giallo pallido all'arancione fino al rosso acceso, è una diretta conseguenza della loro struttura molecolare. Le catene polimeriche che li compongono sono infatti caratterizzate dalla presenza di doppi legami, che interagiscono tra di loro permettendo agli elettroni degli atomi interessati di muoversi più liberamente; all'aumentare dei doppi legami nella catena, aumenta anche la libertà di movimento degli elettroni. Questo fa sì che lo spettro della luce assorbita da queste molecole diminuisca; come conseguenza aumenta la lunghezza d'onda della luce riflessa, ed essa appare perciò di un colore tendente al rosso.
Il tipico colore delle foglie di molte piante caducifoglie in autunno è dovuto ai carotenoidi; nelle piante superiori, infatti, questi pigmenti sono normalmente presenti in quantità inferiore rispetto alla clorofilla, e in condizioni normali predomina il verde. Quando però nei mesi freddi la pianta interrompe la crescita e si prepara a perdere le foglie, la clorofilla si degrada rapidamente lasciando come pigmenti predominanti i carotenoidi, che donano alle foglie il tipico colore rossastro.

### Proprietà fisiologiche
Negli organismi fotosintetici i carotenoidi giocano un ruolo centrale nel processo di fotosintesi: infatti, da una parte prendono parte alla catena di trasporto dell'energia e dall'altra proteggono il centro di reazione dall'ossidazione. Negli organismi non fotosintetici, invece, queste molecole sembrano avere un ruolo importante nei meccanismi anti-ossidativi.
I carotenoidi possiedono molte proprietà fisiologiche e hanno importanti effetti sia nelle piante che in altri organismi. A causa della loro particolare struttura molecolare, sono capaci di legare ed eliminare i radicali liberi e giocano un ruolo importante nel sistema immunitario dei vertebrati.
Gli animali (ad eccezione degli afidi) sono incapaci di sintetizzare i carotenoidi e devono necessariamente assumerli tramite la dieta. Oltre agli effetti fisiologici sopra descritti, in alcuni animali superiori sono importanti per aspetti ornamentali legati al corteggiamento. La livrea rosa dei fenicotteri e di alcune specie di salmoni, ad esempio, e la colorazione rossa delle aragoste sono dovute ai carotenoidi. È probabile che l'importanza dei carotenoidi come fattore ornamentale sia correlata alle loro proprietà fisiologiche e costituisca un indicatore dello stato di salute di un individuo, fornendo così segnali utili per la scelta del partner.

### Proprietà organolettiche
Alcuni prodotti della degradazione dei carotenoidi sono importanti fragranze; vengono perciò ampiamente utilizzati nell'industria dei profumi. Molti carotenoidi costituiscono infatti composti tipicamente responsabili della profumazione dei fiori, ed anche i tipici odori del tabacco, del tè e di molti frutti dipendono da molecole derivate dalla rottura di alcuni carotenoidi.

## Biodisponibilità
L'assimilazione di carotenoidi nelle carote crude è del 4-5%. Essendo liposolubili, la biodisponibilità aumenta fino a 5 volte in presenza di una cottura non prolungata (come invece è quella a vapore), e ulteriormente se si aggiungono modeste quantità di acidi grassi (3-5 g per pasto di olio o grasso, oppure un avocado). Viceversa, il consumo di fitosteroli vegetali riduce i livelli di beta-carotene nel sangue.